# Floris Willem van Styrum (1855-1929)
Floris Willem baron van Styrum (Haarlem, 8 juli 1855 - Haarlem, 23 november 1929) was een Nederlandse advocaat en liberaal politicus.

## Familie
Van Styrum was lid van de regentenfamilie Van Styrum. Hij was een zoon van mr. Floris Willem baron van Styrum (1801-1873) en jkvr. Albertine Sandberg (1824-1893). Hij trouwde met Adriana van Heyst (1855-1929). Uit dit huwelijk werden twee zoons en zeven dochters geboren.

## Loopbaan
Van Styrum studeerde Rechtsgeleerdheid aan de Universiteit Leiden en studeerde in 1880 af op het proefschrift Over de onderscheiding der erfdienstbaarheid en de daarmee verbonden rechtsgevolgen. Hij vestigde zich vervolgens als advocaat en procureur in zijn geboorteplaats. Hij was daarnaast onder andere rechter-plaatsvervanger van de Arrondissementsrechtbank (1885-1929), lid (1886-1909) en voorzitter (1909-overlijden) van het College van Regenten Gevangenissen te Haarlem, voorzitter "Groot-Noordhollandsche Vereeniging van Levensverzekering en Lijfrente" te Amsterdam, deken van de Orde van Advocaten in het arrondissement Haarlem en lid van de Raad van Commissarissen Haarlemsche Bankvereeniging en de Maatschappij tot Exploitatie van Staalwaterbronnen.

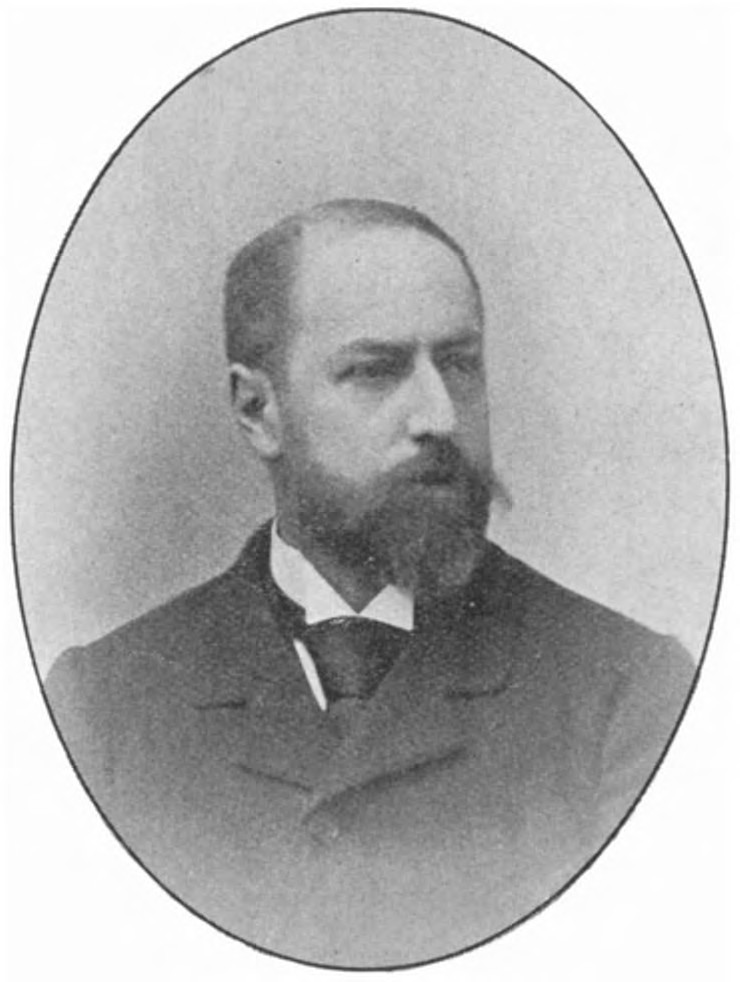
Kamerlid Floris Willem van Styrum ca. 1901

Op politiek gebied was Van Styrum gemeenteraadslid (1889-1915) en lid van de Tweede Kamer der Staten-Generaal (1900-1909). Hij was in 1906 mede-oprichter van de Bond van Vrije Liberalen en van 1914 tot 1919 lid van het partijbestuur.
Hij sprak in de Kamer alleen als hij iets te zeggen had en dan deed hij het kort. Hij hield zich er vooral bezig met justitiële onderwerpen, waterstaat, onderwijs en volkshuisvesting.
Van Styrum overleed op 74-jarige leeftijd, een uur na zijn vrouw, zij werden tegelijkertijd begraven. Hij was Ridder in de Orde van de Nederlandse Leeuw.
- Biografisch Portaal: 19633682
- Parlement.com: vg09ll9rv3zz